# Leonid Krawtschuk

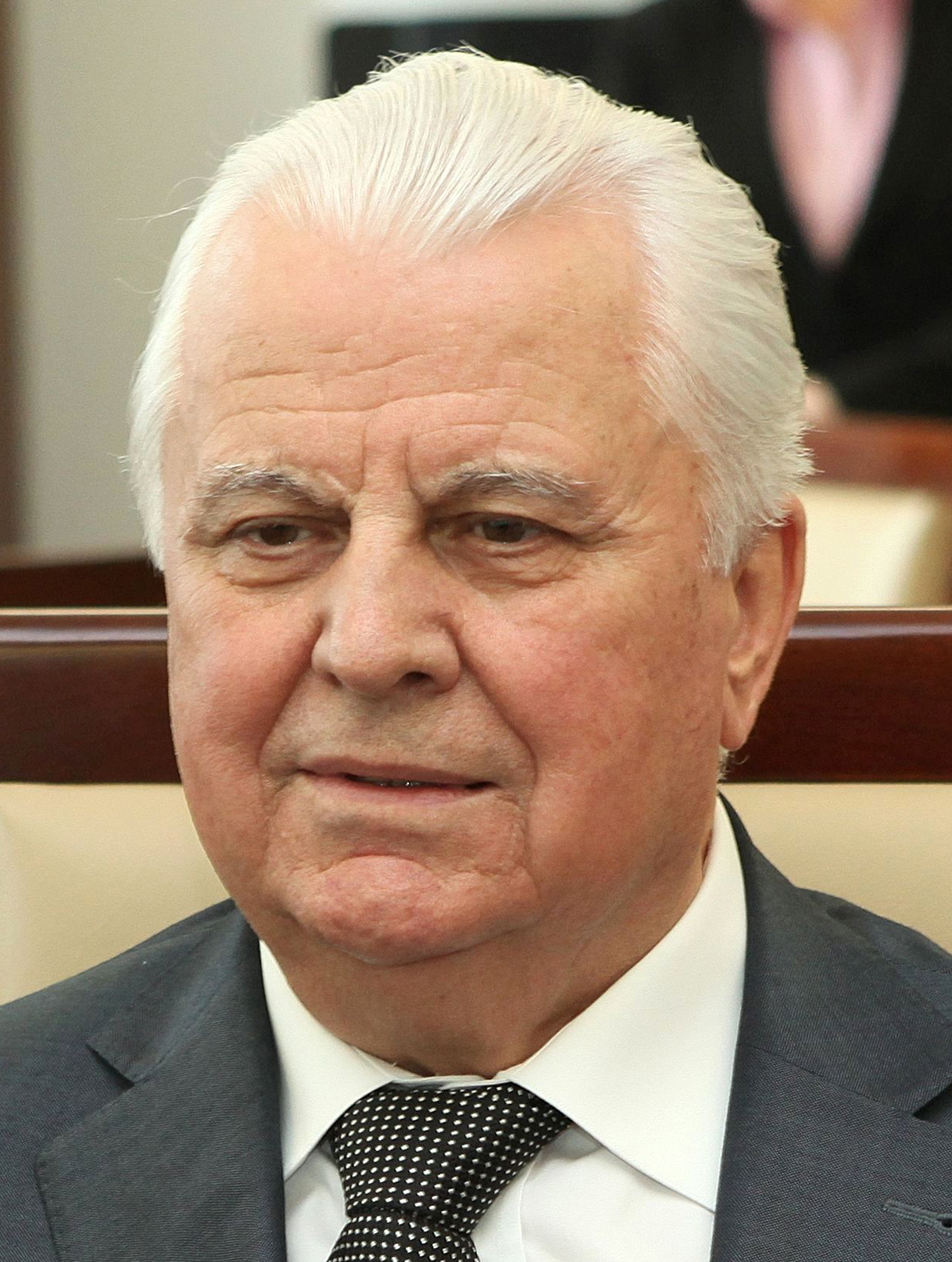
Leonid Krawtschuk (2013)

Leonid Makarowytsch Krawtschuk (ukrainisch Леонід Макарович Кравчук, wissenschaftliche Transliteration Leonid Makarovyč Kravčuk; * 10. Januar 1934 in Żytyń, Polen; † 10. Mai 2022 in München, Deutschland) war ein ukrainischer Politiker. Nach dem Zerfall der Sowjetunion war er vom 5. Dezember 1991 bis zum 19. Juli 1994 der erste Präsident der Ukraine.

## Leben

### Kindheit und Familie

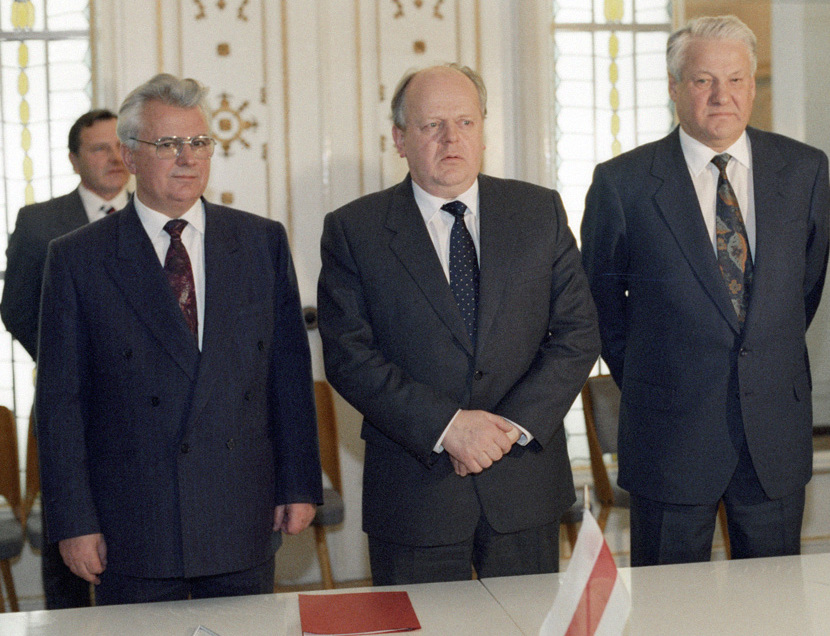
Krawtschuk, Schuschkewitsch und Jelzin bei der Unterzeichnung der Belowescher Vereinbarungen (1991)

Krawtschuk wurde in der polnischen Woiwodschaft Wolhynien in Żytyń, heute Welykyj Schytyn, in der ukrainischen Oblast Riwne geboren. Sein Vater, Makar Oleksijowytsch Krawtschuk, war Bauer, und seine Mutter arbeitete für polnische Siedler. Krawtschuks erste Staatsbürgerschaft war die polnische, bis Welykyj Schytyn im Jahr 1939 Teil der Sowjetunion wurde. Sein Vater, ein ehemaliger Kavallerist der Polnischen Streitkräfte, trat 1941 nach der Deutschen Invasion der Sowjetunion der Roten Armee bei. Er fiel 1941 an der Front.

### Akademische Laufbahn
Krawtschuk besuchte das Kooperative technische Technikum (vergleichbar mit einer Berufsschule) und wurde als Buchhalter ausgebildet. Anschließend besuchte er von 1953 bis 1958 die wirtschaftswissenschaftliche Fakultät der Staatlichen Taras-Schewtschenko-Universität und studierte Politökonomie. Während seiner Studienzeit lernte Krawtschuk seine Mitstudentin Antonina Mischura kennen und heiratete sie später. Nach dem Abschluss seines Studiums zog Krawtschuk nach Czernowitz und unterrichtete als Dozent Politische Ökonomie. 1967 wurde er Leiter der Abteilung für Agitprop und verteidigte 1970 seine Aspirantur der Nationalen Akademie für Gesellschaftswissenschaften im Rahmen des ZK der KPSU.

### Politische Karriere in der Sowjetunion
Krawtschuk arbeitete weiterhin hauptsächlich als Ideologe und Propagandist der Kommunistischen Partei im Bereich der Personalumschulung innerhalb der Abteilung für die Parteiarbeit des Zentralkomitees (ZK). Anfänglich war er Inspektor und später Assistent des ZK-Sekretärs, bis er 1980 der Abteilungsleiter für Agitprop der gesamten KPU wurde. 1982 brachte Krawtschuk die Tätigkeiten des Vatikans im Westen der Ukraine vor das ZK der KPU und schlug vor, eine Gruppe zur Analyse der Predigttätigkeit von Geistlichen, zur Durchsuchung von Kirchgrundstücken und Friedhöfen auf „pro-unitarische Gegenstände“ mit dem Ziel, diese zu zerstören und zur Aufdeckung jeglicher „pro-unitarisch gerichteten Personen“ zu bilden.
1981 wurde Krawtschuk Mitglied des ZK und blieb dies bis zur Auflösung der Sowjetunion. Von 1988 bis 1990 leitete er wieder die ideologische Abteilung der Partei, wobei er ab 1989 zeitgleich Parteisekretär war. 1989 unterstützte Krawtschuk das Verbot der Volksbewegung der Ukraine, fiel aber damit durch. Im selben Jahr wurde Krawtschuk Kandidat für das Politbüro der KPU und war ab 1990 der Vorsitzende des Obersten Sowjets der Ukrainischen SSR, womit er einer der Gegenspieler der Revolution auf Granit wurde. Krawtschuk selber war von der Revolution nicht betroffen, da nur der Ministerpräsident Witalij Massol zurücktreten musste. Krawtschuk war zu diesem Zeitpunkt weiterhin überzeugter Kommunist, besuchte aber die Demonstranten und offenbarte eine neue demokratische Seite von sich. An vielen Tagen sprach er mit den Demonstranten, um eine friedliche Lösung zu finden. Diese Strategie setzte Krawtschuk in seiner späteren Laufbahn immer wieder ein. Im Versuch, die Sowjetunion zu bewahren, unterstützte Krawtschuk Michail Gorbatschow, wie bei den meisten Ukrainern änderte sich dies wahrscheinlich durch den Augustputsch in Moskau.
Infolge des Putsches unterstützte Krawtschuk die Unabhängigkeitserklärung am 1. Dezember 1991 und wurde fünf Tage später zum ersten Präsidenten der unabhängigen Ukraine gewählt.

## Präsident der Ukraine

### Präsidentschaft

#### Staatsaufbau

Ergebnisse der Präsidentschaftswahl in der Ukraine 1991, Krawtschuk in Lila, Tschornowil in Blau

Nach dem Unabhängigkeitsreferendum, bei dem 90,3 % der Abstimmenden für eine unabhängige Ukraine stimmten, siegte Krawtschuk über den Dissidenten Wjatscheslaw Tschornowil mit einer Mehrheit von 61,59 % und wurde der erste Präsident der unabhängigen Ukraine. Trotz seiner Position als Ideologe der kommunistischen Partei wurde Krawtschuk ein parteiloser Präsident.
Seine erste Handlung als Präsident war die Unterzeichnung der Belowescher Vereinbarungen, wonach die Sowjetunion „ihre Existenz beendet“ habe, und mit denen eine Gemeinschaft Slawischer Staaten gegründet wurde, die schon kurz darauf, am 21. Dezember 1991, in der Gemeinschaft Unabhängiger Staaten aufging. Mit dem Dekret 98/92 stellte Krawtschuk den modernen Aufbau der Ukrainischen Regierung als Semipräsidentielle Republik mit einem Ministerpräsidenten und dem Ministerkabinett auf, während Ministerien ebenfalls reformiert oder neu aufgestellt wurden.
Krawtschuk unterschrieb die KSZE-Vereinbarungen als Vertreter der unabhängigen Ukraine.

#### Die Ukraine als Land
Am 22. August 1992 besuchte Mykola Plawjuk, der letzte Präsident der Ukrainischen Exilregierung, die Rada bei einem zeremoniellen Besuch, bei dem er Krawtschuk als seinen Nachfolger und die ab dem 24. August 1991 existierende Ukraine als legalen Nachfolger der Ukrainischen Volksrepublik offiziell anerkannte. Im selben Jahr stellte der Metropolit Filaret mit der Unterstützung von Krawtschuk die Ukrainisch-Orthodoxe Kirche des Kiewer Patriarchaten auf. Hierbei muss man anmerken, dass Krawtschuk Filaret als Hauptideologe des ZK der KPU viele Jahre „beaufsichtigte“.
Krawtschuks Präsidentschaft ist vor allem durch Abkommen und Verträge geprägt, die von ihm unterschrieben wurden. Am 23. Mai 1992 unterzeichnete er das Lissaboner Protokoll, eine Erweiterung des START-I-Vertrages, bei der die Repräsentanten von Russland, Belarus, Kasachstan und den USA ebenfalls unterschrieben. Im nächsten Jahr unterschrieb Krawtschuk das Massandra-Abkommen, ein Abkommen, das mehrere Streitigkeiten zwischen Russland und der Ukraine klären sollte. Die Themenschwerpunkte waren dabei:
- Ein Protokoll zur Beseitigung von Streitigkeiten der Schwarzmeerflotte[20]
- Die Grundprinzipien von Nuklearwaffeneinsatz der strategischen Nuklearkräfte der Ukraine[21]
- Einigung der Ukraine und der Russischen Föderation zum Einsatz von Nuklearwaffen[22]
- Einigung der Ukraine und der Russischen Föderation zur Durchführung und Kontrolle des Betriebs von strategischen Raketensystemen der strategischen Kräfte auf ihren Territorien[23]

Der bekannteste und mittlerweile kontroverseste Vertrag, den Krawtschuk unterschrieb, war das Budapester Memorandum. Dieser sorgte für eine Rückrüstung der ukrainischen Streitkräfte und zur gesamten Zerstörung der strategischen Nuklearkräfte der Ukraine. Krawtschuk selber unterstützte diesen Vertrag und stellte sicher, dass die Abrüstung des ukrainischen nuklearen Arsenals vorangeht. Diese Abrüstung sollte durch Sicherheitsgarantien von den USA und von Russland ausgeglichen werden, doch die Garantien wurden nie erfüllt. Der Vertrag steht seit der Annexion der Krim 2014 und vor allem seit der gesamten Invasion der Ukraine durch Russland in einem schlechten Licht. Die Ukraine appellierte 2014 an die Unterzeichner des Memorandums, da die Annexion der Krim eine offensichtliche Nichteinhaltung der Vereinbarung darstellte. Der russische Präsident, Wladimir Putin, erklärte seinen Bruch der Vereinbarung mit der Aussage, die Ukraine sei durch eine Revolution gegangen und „ein neuer Staat erwacht, aber mit diesem Staat und mit Respekt für diesen Staat haben wir noch keine Vereinbarungen unterschrieben.“ Außerdem warf Putin den USA vor, das Memorandum selber gebrochen zu haben, indem er den Euromaidan als einen durch die „US gesponsorten Putsch“ betitelte.

#### Reaktion auf Kriege
Noch vor Beginn von Krawtschuks Präsidentschaft der unabhängigen Ukraine begann ein Konflikt in der ehemaligen moldawischen Sowjetrepublik. Krawtschuks Regierung unterstützte die transnistrischen Separatisten diplomatisch durch eine große ukrainische Minderheit. Die UNA-UNSO schickte auch mehrere freiwillige Kämpfer, um gegen die moldawischen Truppen zu kämpfen. Die Krawtschuk-Regierung gab nicht diesen Befehl, und die UNA-UNSO agierte unabhängig, aber die Staatsorgane taten auch nichts, um den Zufluss an Kämpfern zu stoppen oder zu regulieren. Während des Konflikts in Georgien waren UNA-UNSO-Kräfte wieder an der Front, und die ukrainische Regierung unterstützte die georgische bei der Evakuation von Zivilisten, außerdem war Krawtschuk ein Freund und Partner des damaligen Präsidenten von Georgien, Eduard Schewardnadse. Er hätte gern mit ihm zusammengearbeitet, als ihre Länder durch eine schwere Zeit gingen.

#### Ende der Präsidentschaft
Krawtschuk kam am Ende seiner Präsidentschaft unter Druck. Eine neue Verfassung war nicht erarbeitet worden, so dass die alte sowjetische Verfassung weiterhin in Kraft war.  Außerdem gerieten die Wirtschaft ins Stocken und die Inflation außer Kontrolle. Innerhalb eines Jahres sprang die Inflation von 75 auf 90 %. Diese Instabilität in Kombination mit stockenden Reformen führte zur steigenden Beliebtheit von Leonid Kutschma, dem ehemaligen Ministerpräsidenten, eingesetzt von Krawtschuk. Der letzte Tropfen für Krawtschuks Präsidentschaft war der Streik von Bergleuten in der Donbass-Region, durch den Krawtschuk eine vorgezogene Wahl ansetzte. Mit einer westorientierten Plattform verlor Krawtschuk die Stichwahl der Präsidentschaftswahl am 10. Juli 1994 (45,2 % zu 52,3 %); der deutlich prorussische Leonid Kutschma wurde sein Nachfolger. Krawtschuk schuf mit seiner Amtsabgabe einen wichtigen Präzedenzfall für die ukrainische Politik: Er klammerte sich nicht an die Macht und verließ seinen Posten, womit er die Tradition des Machtwechsels in der Ukraine begründete.

## Politische Aktivitäten nach der Präsidentschaft
Krawtschuk trat nach seiner Präsidentschaft 1994 der Vereinigten Sozialdemokratischen Partei der Ukraine (SDPU[o]) bei und wurde 1998 deren Vorstandsmitglied. Von 1994 bis 2006 war er Abgeordneter des Ukrainischen Parlaments. Krawtschuk warf Kutschmas Nachfolger, Wiktor Juschtschenko, vor, die Reformen zu bremsen, riet ihm aber weiterhin, keine Angst vor einem Impeachment zu haben. Solche Drohungen nannte er „normal.“ Er schied aus dem Parlament aus, weil seine Partei im Laufe der Jahre durch Abspaltungen und große Veränderungen in der politischen Landschaft massiv an Stimmen verloren hatte und nicht mehr den Sprung über die Drei-Prozent-Hürde schaffte. 2009 trat er aus der Partei aus, als sie sich wegen ihrer aussichtslosen Situation entschloss, sich mit der KPU am Linksbündnis Block linker Kräfte zu beteiligen und den kommunistischen Vorsitzenden Petro Symonenko als Präsidentschaftskandidaten zu unterstützen.
Krawtschuk sagte im Dezember 2013 während der Unruhen auf dem Euromaidan: „Die Russen betrachten uns seit 350 Jahren als ihren Gutsbesitz.“ Doch während er dies sagte, bedankte er sich auch bei der Polizeieinheit Berkut, dass diese in der Hruschewskij-Straße standen. Er sagte 2014 während der Annexion der Krim, Russland werde auf Widerstand stoßen, falls es den Weg der Aggression gehe: „Ich bin 80 Jahre alt, aber ich werde mein Land verteidigen.“
Am 22. Juni 2014 riefen die drei ehemaligen Präsidenten der Ukraine, Leonid Kutschma, Wiktor Juschtschenko und Leonid Krawtschuk, gemeinsam den russischen Präsidenten Putin auf, die Aggression gegen die Ukraine einzustellen, und sprachen von erwarteten „konkreten Schritten“ zur Deeskalation. Sie forderten „die Söldner aus Russland“ zur Rückkehr in ihre Heimat auf.
Von 2001 bis zu seinem Tod war Krawtschuk Vorsitzender der Bürgerinitiative „Landsleute von Riwne“ und der Leiter der Initiative „Ukrainischer Friedensrat“.

## Späteres Leben und Vermächtnis
Im Juni 2021 wurde Krawtschuk in Kiew am Herzen operiert. Einige Monate später wurde berichtet, dass er auf die Intensivstation einer Münchner Klinik verlegt wurde. Leonid Krawtschuk starb 2022 im Alter von 88 Jahren nach langer Krankheit in Deutschland. Er wurde am 17. Mai 2022 in Kiew beigesetzt. Kurz vor seinem Tod sagte er, dass der Hauptfehler seiner Präsidentschaft darin bestanden habe, dass er Russland glaubte.